# Красный (Выселковский район)
Красный — посёлок в Выселковском районе Краснодарского края.
Входит в состав Газырского сельского поселения.

## География
Расположен на берегу реки Чёрная.

### Улицы
- Лермонтова

## Население
| 2002 | 2010 |
| ---- | ---- |
| 137  | ↘80  |